# 機長

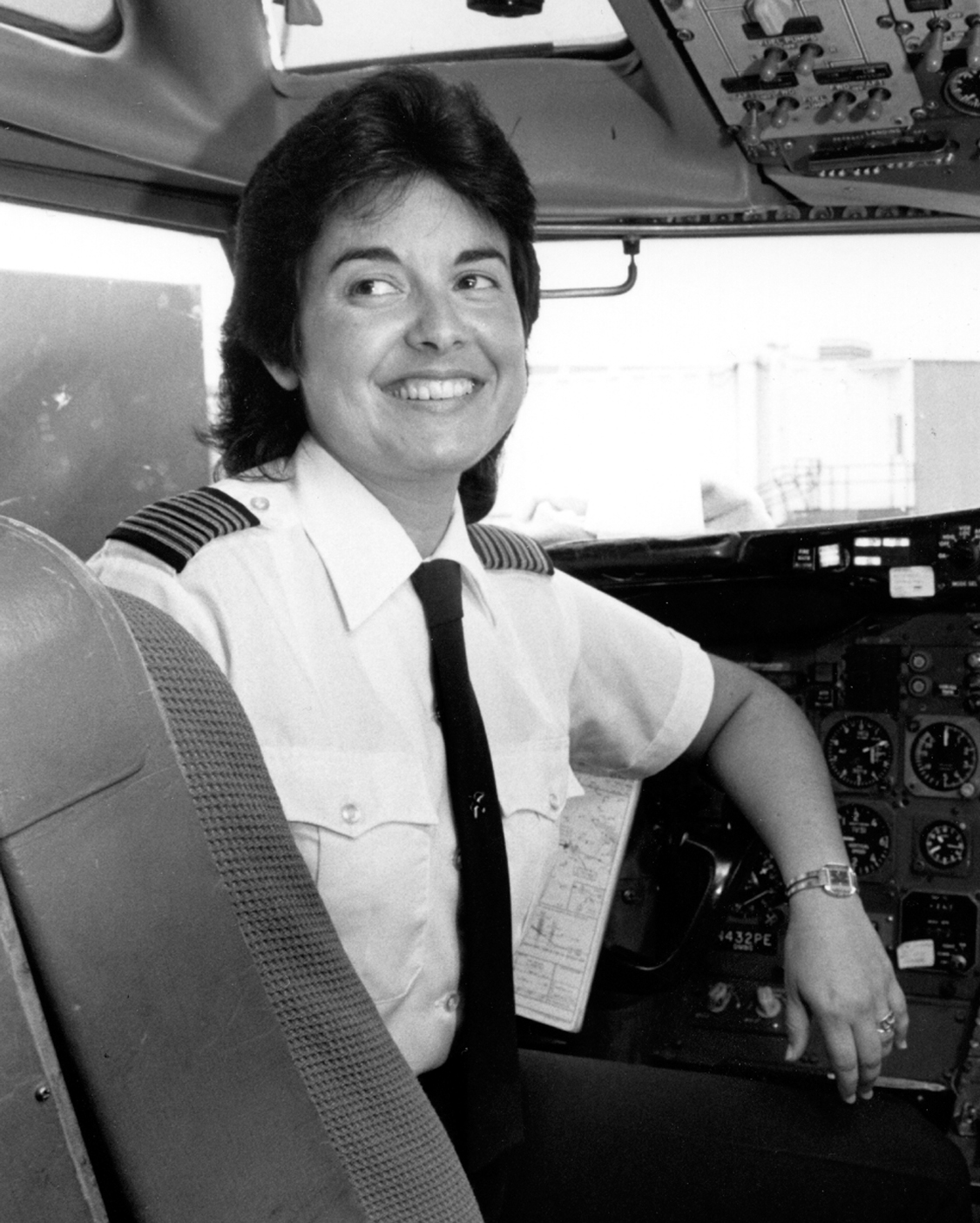
全世界首位波音747女性機師Beverly Burns，她制服的肩上別著代表正機師的四條槓肩章

機長（英語：Captain），又稱正駕駛，是航機內擁有最高指揮權的人。在雙人坐的民航機、運輸機、轟炸機上，機長的座位位於駕駛艙左側；在雙人坐的戰鬥機上，機長的座位位於駕駛艙前方；而在雙人坐的教練機與武裝直升機上，機長的座位位於駕駛艙後方。機長肩章擁有四條金色或白色斑紋，制服外套的袖子也繡有四條金色條紋。